# Ráječko
Ráječko (deutsch Rajetschko, auch Rajetzko) ist eine Gemeinde in Tschechien. Sie liegt vier Kilometer nördlich von Blansko und gehört zum Okres Blansko.

## Geographie
Ráječko befindet sich westlich des Mährischen Karstes im Drahaner Bergland. Das Dorf erstreckt sich am linken Ufer der Svitava entlang des Baches Chrábek. Nordöstlich erhebt sich die Spálená hora (529 m), im Osten der Podvrší (590 m), südwestlich der U Krbu (544 m), im Westen der Jedle (561 m) und nordwestlich die Bukovice (500 m), Na Vápnech (361 m) und Hora (383 m). Westlich verläuft am rechten Ufer der Svitava die Bahnstrecke Česká Třebová–Brno, die nächste Bahnstation ist Dolní Lhota. Gegen Osten liegt die Wüstung Podolí, südöstlich die Wüstungen Bezděčice und Neradice.
Nachbarorte sind Rájec im Norden, Karolín, Petrovice und Vavřinec im Nordosten, Veselice und Malá Veselice im Osten, Nové Dvory, Obůrka und Češkovice im Südosten, Horní Lhota und Blansko im Süden, Dolní Lhota und Závist im Südwesten, Spešov im Westen sowie Černá Hora und Jestřebí im Nordwesten.

## Geschichte

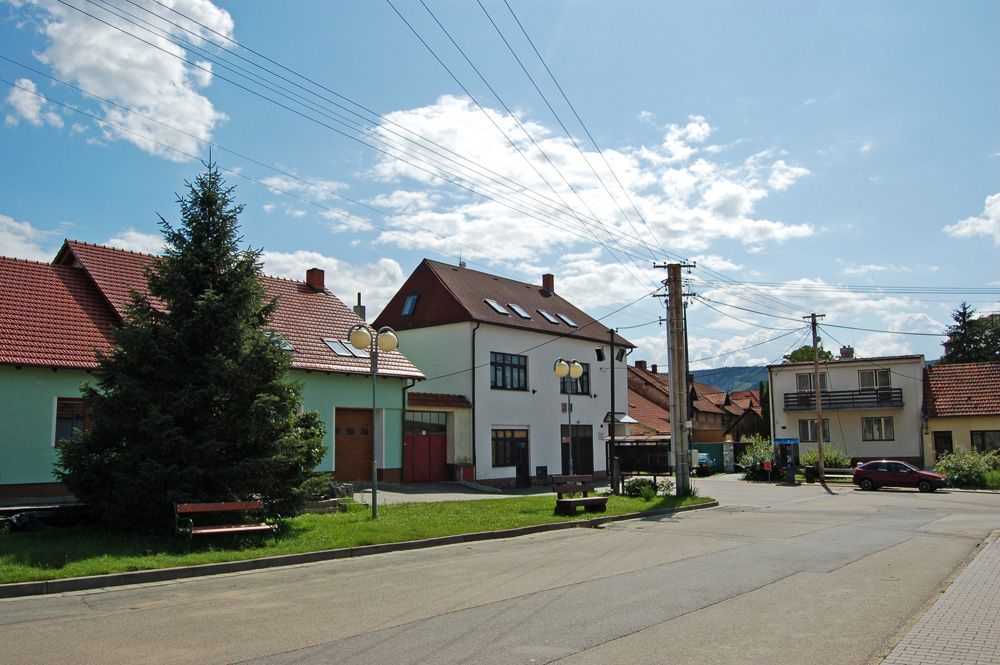
Dorfplatz mit Gemeindeamt

Die älteste schriftliche Erwähnung erfolgte 1531 im Boskovicer Stadtbuch. Die Ansiedlung entstand um einen Wirtschaftshof. 1554 wurde der Václav Doubravka von Hradiště gehörige Ort im Zuge des Verkaufs des Blansker Waldes genannt. Dies galt bis 1999 als der erste Nachweis über Ráječko. Zu Beginn des 17. Jahrhunderts bestand das Dorf aus 24 Anwesen, davon wurden nach dem Dreißigjährigen Krieg im Hufenregister von 1656 drei als wüst bezeichnet. 1766 erwarb Anton Josef Altgraf von Salm-Reifferscheidt das Lehngut Blansko einschließlich Ráječko für 100694 Gulden von Karl Josef von Gellhorn und schlug es dem Dominium Raitz zu. Die Grafen Salm-Reifferscheidt-Raitz führten die Herrschaft zu einer wirtschaftlichen und kulturellen Blüte. 1788 erfolgte die Parzellierung des Wirtschaftshofes und die Böden wurden gegen Zinsleistungen an die Untertanen aufteilt. Dadurch wuchs das Dorf bis 1793 auf 47 Häuser an und hatte 200 Einwohner. 1825 ließ Hugo Franz Altgraf zu Salm-Reifferscheidt in Ráječko eine einklassige Dorfschule errichten. Er übernahm auch die materiellen Kosten für den Schulbau, Transport und die Bauleistungen oblagen den Einwohnern. 1834 lebten in den 49 Häusern von Ráječko 320 Menschen.
Nach der Ablösung der Patrimonialherrschaften wurde Ráječko/Rajetzko 1850 zu einer selbständigen Gemeinde in der Bezirkshauptmannschaft Boskovice. 1869 hatte das Dorf 459 Einwohner, 1890 waren es 557. Ein Großfeuer zerstörte am 19. April 1883 acht Anwesen und den Glockenturm. Während der Schneeschmelze trat die Svitava am 9. und 10. März 1888 über die Ufer und überschwemmte sämtliche Felder des Dorfes. Zugleich spülte der Fluss die Schwarze Brücke und das Mühlwehr bei Dolní Lhota fort. 1891 war der Umbau der Schule für einen zweiklassigen Unterricht vollendet. Die Freiwillige Feuerwehr gründete sich 1899, allerdings hatte die Gemeinde bereits fünf Jahre zuvor eine Feuerspritz von Hiller & Witwe aus Brünn gekauft. Im Jahre 1900 lebten in den 93 Häusern des Ortes 650 Personen. 1948 wurde Ráječko dem Okres Blansko zugeordnet. Am 31. August 1952 schwoll der Chrabek nach einem Wolkenbruch zu einem reißenden Strom an und überflutete das Dorf. 1999 entdeckte Leoš Vašek im Stadtbuch von Boskovice den ältestes Nachweis von Ráječko. Nach einem heftigen Gewitter wurde Ráječko am 26. Mai 2003 erneut von einem Hochwasser des Chrabek heimgesucht. Die Brücke über die Svitava wurde 2008 erneuert. Größtes Unternehmen in Ráječko ist die Produktionsstätte des Elektronikkonzerns Celestica, der in Tschechien noch ein weiteres Werk in Kladno betreibt. Gepfarrt ist das Dorf seit eh und jeh nach Blansko.

## Gemeindegliederung
Für die Gemeinde Ráječko sind keine Ortsteile ausgewiesen.

## Sehenswürdigkeiten
- Kapelle der hl. Anna
- Betsäule
- Wegekreuz im Ortszentrum
- Aussichtsturm auf dem Podvrší